# 伊東祐兵
伊東 祐兵（いとう すけたけ／いとう すけたか）は、安土桃山時代の武将、大名。日向伊東氏12代（伊東氏18代）当主。日向飫肥城主、飫肥藩初代藩主。『南家伊東氏藤原姓系図』や『伊東氏系図』では、伊東氏中興の祖と書かれている。

## 生涯

### 伊東氏の没落
永禄2年（1559年）に日向国の都於郡城で生まれる。日向の戦国大名の伊東義祐の次男（早世した嫡男を数えれば三男）。
永禄3年（1560年）に兄の義益が家督を継いで都於郡城主となり、父は隠居して後見となった。
永禄11年（1568年）、伊東氏四代にわたる5回目の攻撃により飫肥城を島津氏から奪ると、まだ幼い虎熊丸（祐兵）が飫肥城の城主とされた。ところが翌年に兄が病死したため、祐兵が家督を継いで、義祐が再び当主を代行するようになった。これを機にして伊東氏の勢力が減退。
天正5年（1577年）、福永祐友・米良矩重ら家臣の謀反に呼応した島津氏の侵略によって、義祐が佐土原を逐われると、祐兵ら一族もこれに同行。戦国大名の大友宗麟のもとを頼って、米良山中から高千穂へ抜けて豊後国に退去した。

天正6年（1578年）、宗麟は、義祐や孫・義賢のため、また日向国をキリスト教国にするという自身の大望のために、日向国へ大軍で攻め入った。しかし大友氏・伊東氏の連合軍は島津氏（島津家久、山田有信ら）に大敗を喫した。
この敗戦で名だたる家臣を多く失った大友氏は、家運を大きく傾かせた。このため合戦の発端ともいえる伊東氏一族は大友領内で肩身が狭くなり、義賢と祐勝らを豊後に残し、祐兵は義祐、正室の阿虎の方、河崎祐長・権助父子ら家臣20余人と共に、海を渡って伊予国の道後に逃れ、河野氏の一族の大内栄運（信孝）を頼った。移転先での主従の生活は窮乏し、河崎祐長は酒造りを営んで生活していたという。
一方、かつて伊東家に世話になり、伊東氏が日向国を一時退去した後は祐長から伊東家再興の祈祷を度々頼まれていた山伏の三部快永という者いた。三部が播磨姫路城の普請を見物にいったところ、三部に日向の者かと聞く者があり、然り伊東家が島津家に国を取られ浪人して伊予河野家に寄宿しているというと、イトウは伊藤か伊東と問うので、伊東であると三部が答えると、では同族であると意気投合した伊東掃部助という人物の知己を得て、天正10年（1582年）正月、掃部助が仲介して祐兵の主従20余名は羽柴秀吉に仕官することとなった。
同10年6月の山崎の戦いで祐兵は活躍。秀吉の命令に応じて首級を上げた恩賞として、金房兵衛尉政次の造る抛鞘の鎗を拝領した。翌11年（1583年）、賤ヶ岳の戦いにも従軍し、河内丹南郡半田村に5百石の領地が宛てがわれた。

### 日向国に復帰
天正14年（1586年）、秀吉が島津征伐を始めるにあたって祐兵は先導役として抜擢され、黒田孝高に従って先陣に加わった。豊前国に上陸して宇留津城攻めで軍功があった。翌15年（1587年）には豊臣秀長を大将とする軍に加わって日向国に入り、旧臣を集め、根白坂の戦いにも参加。ほどなく島津氏は降参した。
九州平定戦の功績により、日向国臼杵郡、宮崎郡、清武、諸県郡、肥後国の八代郡、鷹巣守（米良山）の内に合計2,024町余の土地を与えられ、河内丹南から移封された。祐兵は曽井城を修復してこれを主城とした。同年8月、秀吉より飫肥城も賜るが、島津家臣の城主上原尚近が抵抗した。翌16年（1588年）5月、飫肥城に入って旧領回復。8月、宮崎郡、那珂郡の内にさらに1,736町の土地を加増された。
文禄元年（1592年）、文禄の役に甥の義賢・祐勝兄弟らと出陣。四番隊の一員として日向佐土原城主島津忠豊（豊久）と共に1,000名を率いて渡海した。島津義弘が梅北一揆により遅参のため、毛利勝信の指揮下で転戦。麻田城、漣川城を攻略。10月18日、朔寧城の戦いで首級千を上げ、観察使を斬った。
文禄3年（1594年）に2万8千石余の所領を開墾して3万6千石に石直しして文禄検地により確定させた。同4年（1595年）正月に朝鮮で鷹狩りをしていて大虎を追い出し、家臣が火縄銃で射止めて名護屋城に献じ、秀吉より書を与えられた。
慶長2年（1597年）の慶長の役にも出陣し、三番隊の一員として500名を率いる。同年7月15日の漆川梁海戦に参戦して島津義弘の指揮下で戦い、唐島（巨済島）で敵を撃破して敵船２艦を分捕った。同月28日より諸将と南原城を囲み、8月15日の夜襲で功をあげたので、9月13日に感状を与えられた。12月の蔚山城の戦いでも救援軍で活躍した。

慶長3年（1598年）8月の秀吉の死後、12月に帰国して遺物として備前恒弘の太刀と名馬・源氏黒を与えられた。この頃、石高5万7千石。同年3月9日、伏見において島津忠恒（家久）が家老の伊集院忠棟を斬殺したことから、日向都城で忠棟の子の忠真が蜂起して都之城に籠城した。徳川家康は寺沢広高を派遣して調停させたがまとまらなかったので、伊東氏にも出陣の下知がでたが、ほどなく忠真が降伏したので実際に軍を出すことはなかった。
慶長5年（1600年）の会津征伐、関ヶ原の役の時、祐兵は大坂の屋敷で病に伏していて加わらなかった。西軍は執拗に勧誘し、詐病ではないかと疑ったが、島津義弘が病床に訪れて病が重いことを知って落涙し、東軍に組みしてるわけではない保証したが、大津城の戦いに兵を出すことになり、伊東与兵衛・平賀喜左衛門という2人の家臣を代理として30人ほどを派遣して西軍に与することになった。両名は嫌疑を晴らすために奮戦して斬り死にした。一方で密かに家老の稲津重政に嫡男の祐慶をつれて領国に戻るように命じて、東軍に与させ、黒田孝高と協議。祐慶は3,000を率いて西軍の高橋元種の所領だった宮崎城を攻めた。実はこの時点で高橋氏も東軍に寝返っていたため、占領した宮崎城は戦後に返還させられるが、伊東氏の東軍としての参加と貢献を認められ、戦後に家康から所領を安堵され、西軍でまだ降参していない薩摩国の島津氏へ軍を進めるように命じられた。
しかし祐兵は同年10月11日に病死した。享年42。家督は祐慶が継いだ。

## 系譜
父母
- 伊東義祐
- 河崎祐長の娘 ー 側室

妻子
- 正室：阿虎の方 - 異母兄・伊東義益の娘、姪にあたる
  - 長女：伊東祐平[4]室
  - 長男：伊東祐慶（1589-1636）
  - 次女：於仙 - 成瀬正武継室
  - 三女：滝川法直[5]室
  - 次男：伊東祐寿[6]

## 関連作品

### 小説
- 今村翔吾『泥水も美味し』（『戦国武将伝 西日本編』収録、PHP研究所、2023年）